# Serie A 1962-1963 (pallavolo femminile)
La Serie A femminile FIPAV 1962-63 fu la 18ª edizione del principale torneo pallavolistico italiano femminile organizzato dalla FIPAV. In quest'unica stagione fu denominato "Prima Serie".

## Regolamento e avvenimenti
Il titolo fu conquistato dalla Muratori Vignola. L'Acsi Torino rinunciò alla promozione e fu ripescata la Verri Milano; la Casa Lampada Trieste si ritirò prima dell'inizio del campionato. L'Agi Gorizia fu penalizzata di un punto per la rinuncia alla trasferta di Modena contro la Minelli; l'Emcomf Reggio Emilia e la VBC Alessandria furono penalizzate di un punto per la rinuncia alle trasferte di Gorizia contro l'Agi.

## Classifica
| Pos. | Squadra                  | Pt | G  | V  | P  | SV | SP |
| ---- | ------------------------ | -- | -- | -- | -- | -- | -- |
| 1.   | Muratori Vignola         | 24 | 12 | 12 | 0  | 36 | 9  |
| 2.   | Minelli Modena           | 18 | 12 | 9  | 3  | 31 | 15 |
| 3.   | Sestese Sesto Fiorentino | 16 | 12 | 8  | 4  | 29 | 18 |
| 4.   | Agi Gorizia              | 9  | 12 | 5  | 7  | 19 | 22 |
| 5.   | Emcomf Reggio Emilia     | 9  | 12 | 5  | 7  | 19 | 24 |
| 6.   | Verri Milano             | 4  | 12 | 2  | 10 | 13 | 32 |
| 7.   | VBC Alessandria          | 1  | 12 | 1  | 11 | 7  | 34 |
| 8.   | Casa Lampada Trieste     | –  | 0  | –  | –  | –  | –  |

| Campione d'Italia | Ritirata prima dell'inizio del torneo |

## Risultati

### Tabellone
|                  | Alessandria | Gorizia | Milano | Modena | Reggio Emilia | Sesto Fiorentino | Vignola |
| ---------------- | ----------- | ------- | ------ | ------ | ------------- | ---------------- | ------- |
| Alessandria      | XXX         | 3-1     | 0-3    | 0-3    | 1-3           | 0-3              | 0-3     |
| Gorizia          | 3-0         | XXX     | 3-1    | 0-3    | 3-0           | 3-0              | 0-3     |
| Milano           | 3-2         | 0-3     | XXX    | 0-3    | 2-3           | 2-3              | 1-3     |
| Modena           | 3-1         | 3-0     | 3-1    | XXX    | 3-2           | 3-1              | 1-3     |
| Reggio Emilia    | 3-0         | 3-0     | 3-0    | 1-3    | XXX           | 0-3              | 0-3     |
| Sesto Fiorentino | 3-0         | 3-1     | 3-0    | 3-2    | 3-1           | XXX              | 2-3     |
| Vignola          | 3-0         | 3-2     | 3-0    | 3-1    | 3-0           | 3-2              | XXX     |

## Fonti
- Filippo Grassia e Claudio Palmigiano (a cura di). Almanacco illustrato del volley 1987. Modena, Panini, 1986.